# Amalienstraße 17 (Weimar)

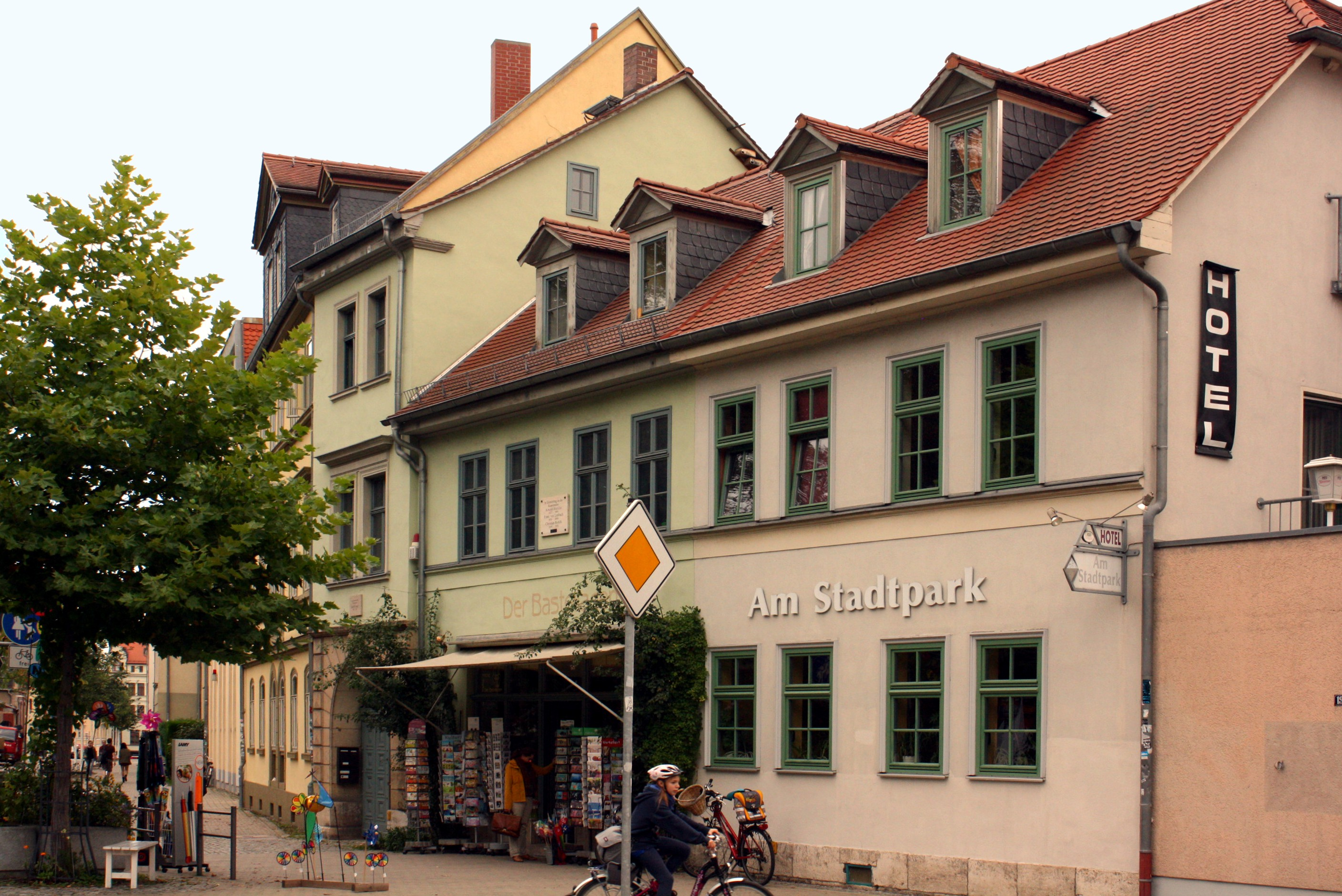
Amalienstraße, 2014

Das Weimarer Gebäude Amalienstraße 17 mit seiner Fassade ist auf die nach dem ehemaligen Poseck'schen Garten benannte Parkanlage ausgerichtet. Der rechte Gebäudeteil wird als Hotel genutzt. Im linken Gebäudeteil befindet sich ein Ladengeschäft. Das Haus Amalienstraße 17 steht auf der Liste der Kulturdenkmale in Weimar (Einzeldenkmale).

## Geschichte
Das Bauensemble besteht aus zwei aneinandergebauten, gleich hohen Bauteilen mit je vier Fensterachsen unter einem gemeinsamen Dach mit jeweils zwei Dachgauben. Diese Gebäudehälften unterscheiden sich nur durch Ausführungsdetails und den Farbanstrich. Ein weiterer Bau, ein dreistöckiges Gebäude mit zwei Fensterachsen, in dem sich ein repräsentatives Rundbogenportal öffnet, flankiert die linke Seite des Ensembles. 
Das Doppelhaus entstand 1840 und könnte somit auf Clemens Wenzeslaus Coudray zurückgehen. Coudray entwarf in der Amalienstraße mindestens ein weiteres Gebäude: das heutige Hotel Amalienhof.
Im Erdgeschoss des zweistöckigen Hauses befand sich die Gaststätte Zum Stadtpark, die im Volksmund Letzte Träne genannt wurde, da dort Trauerfeierlichkeiten nach Begräbnissen auf dem benachbarten Historischen Friedhof stattfanden. Zu DDR-Zeiten befand sich auf der linken Seite ein HO-Lebensmittelgeschäft. Heute ist an dieser Stelle ein Bastelladen, der in Weimar nach der Inhaberfamilie kurz als Fricke bezeichnet wird. Das übrige Gebäude beherbergt das Hotel Am Stadtpark.

### Gedenktafeln
In dem Haus wohnten die Maler der Weimarer Malerschule Arnold Böcklin, Christian Rohlfs und Franz Lenbach, woran eine Gedenktafel im oberen Geschoss des dreistöckigen Gebäudes erinnert. Auf einem Foto von 1985 des ehemaligen HO-Ladens ist eine Gedenktafel aus Emaille dokumentiert, auf der der Name von Christian Rohlfs nicht genannt wird.